# کارولینا ریپر
فلفل کارولینا ریپر یا فلفل دم عقربی که رقمی از گیاه دارفلفل زرد است، به رنگ قرمز و پیچ‌خورده‌است و دم کوچک برجسته‌ای دارد. در سال ۲۰۱۳ نام آن در کتاب رکوردهای جهانی گینس به عنوان تندترین فلفل ثبت شد.
مقدار تندی این فلفل بر اساس معیار مقیاس اسکویل به ۱٬۶۴۱٬۱۸۳ می‌رسد. ادعا می‌شود گونه‌های دیگر تندتر هستند، اما توسط گینس تأیید نشده‌اند.

## تندی
گرمای حسی یا تندی در هنگام مصرف کارولینا ریپر از غلظت کپسایسین‌ها بویژه کپسایسین ناشی می‌شود، که مستقیماً به شدت گرمای فلفل تند و مقیاس اسکویل مربوط می‌شود. این فلفل در شهر راک هیل کالیفرنیای جنوبی در یک گلخانه و توسط اسموکین اد کوری، مالک شرکت فلفل پاکربات در فرت میل، پرورش داده شده‌ و در تاریخ ۱۱ اوت ۲۰۱۷ به عنوان تندترین فلفل جهان در کتاب رکوردهای جهانی گینس ثبت شد. براساس آزمایش‌هایی که دانشگاه وینتروپ در کارولینای جنوبی انجام داد، در سال ۲۰۱۷ میزان تندی رکورد رسمی و جهانی گینس براساس معیار ۱٬۶۴۱٬۱۸۳ SHU بود. این میزان میانگین تندی فلفل‌هایی بود که بر روی آن‌ها آزمایش شد،تندی اندازه‌گیری شده تندترین فلفل  ۲٫۲ میلیون SHU بود.

## حوادث
در سال ۲۰۱۳ در ایالت ایندیانا، بیش از ۲۰ دانش آموز پس از خوردن فلفل کارولینا ریپر دچار مشکل شدند. در سال ۲۰۱۸ نیز فردی در مسابقه چشیدن فلفل‌های تند نیویورک فلفل کارولینا ریپر را خورد و پس از چند روز دچار سردرد بسیار شدید شد. نشریه پزشکی بی‌ام‌جی در بریتانیا این حادثه را گزارش کرد.

## نگارخانه

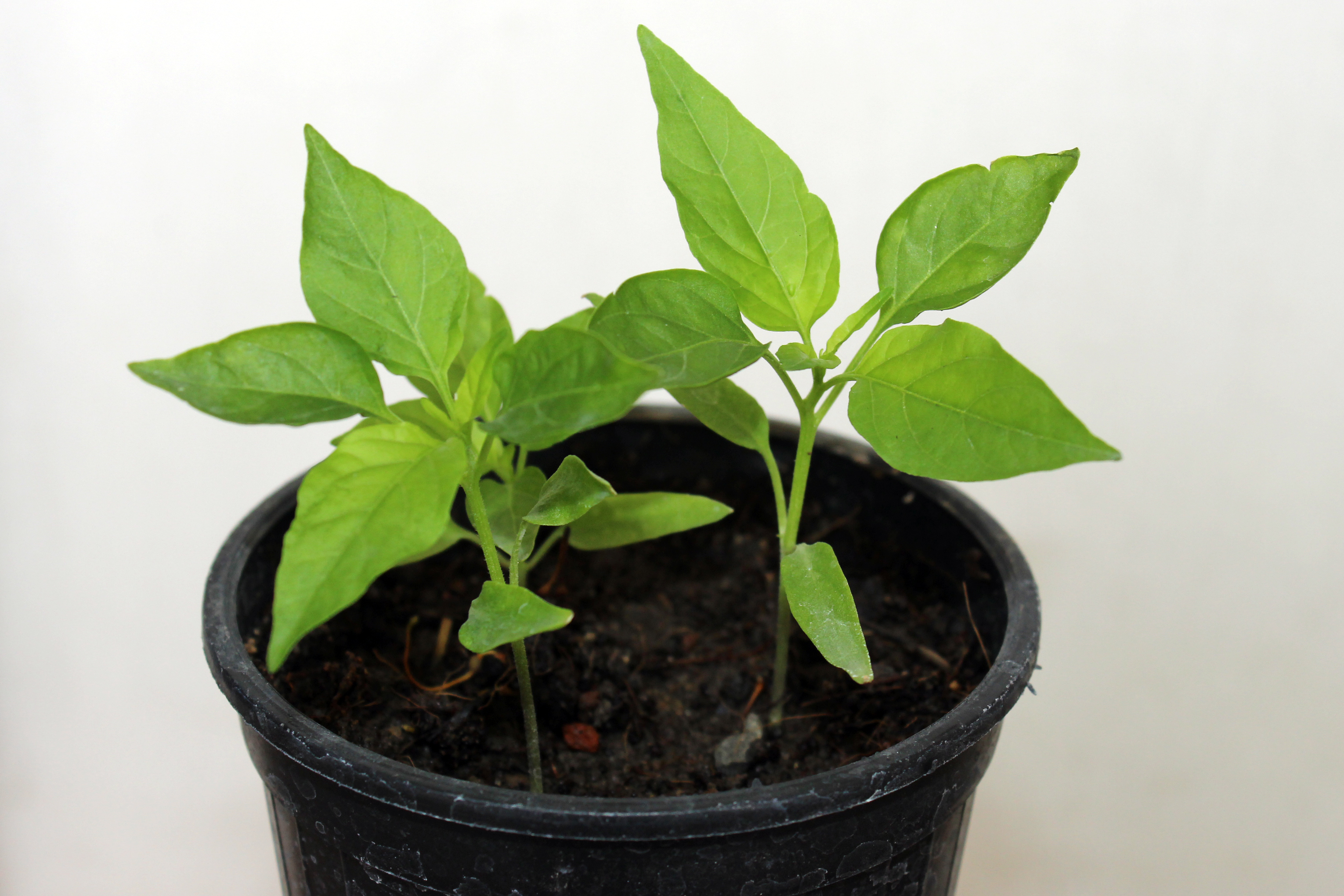
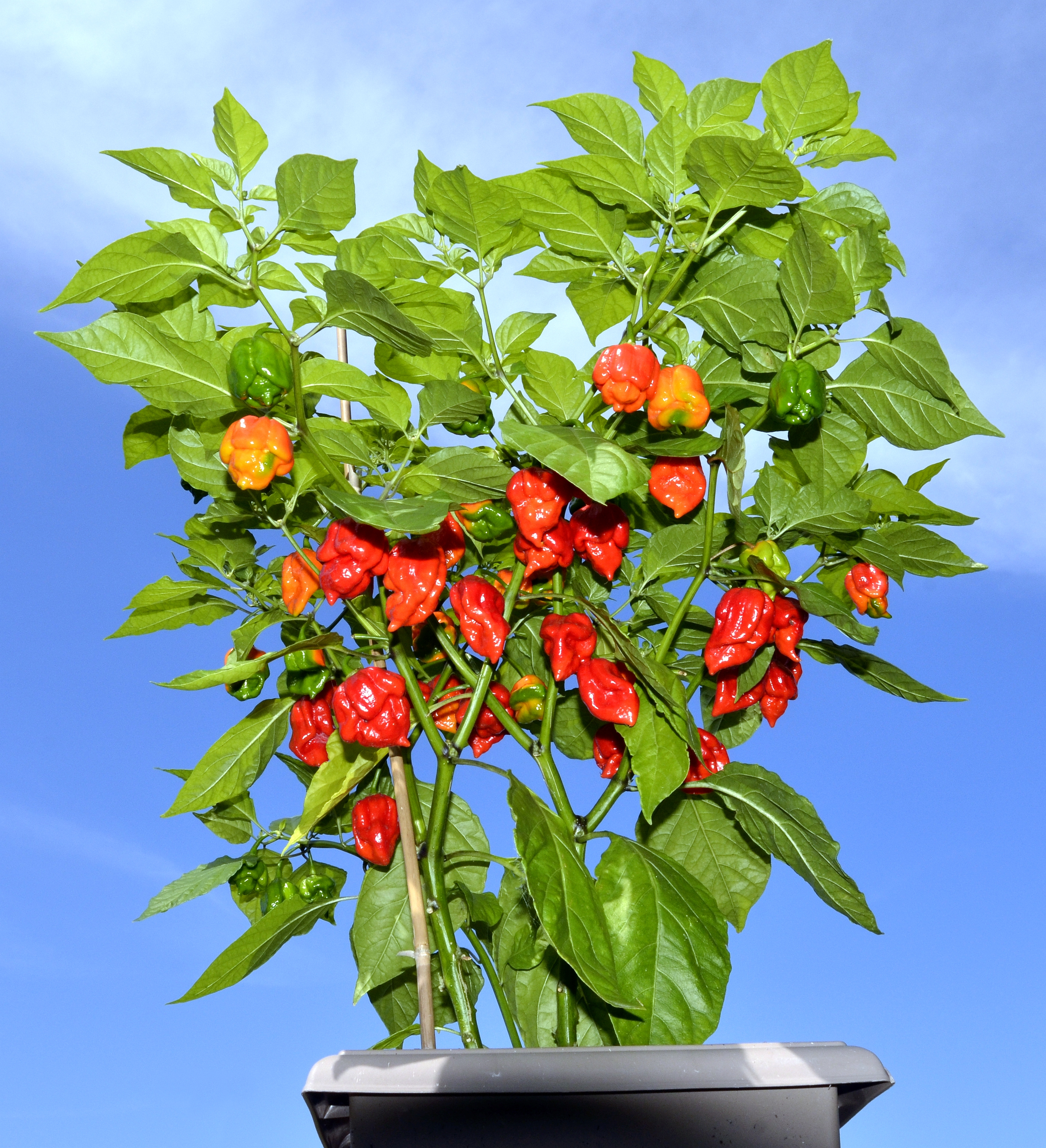
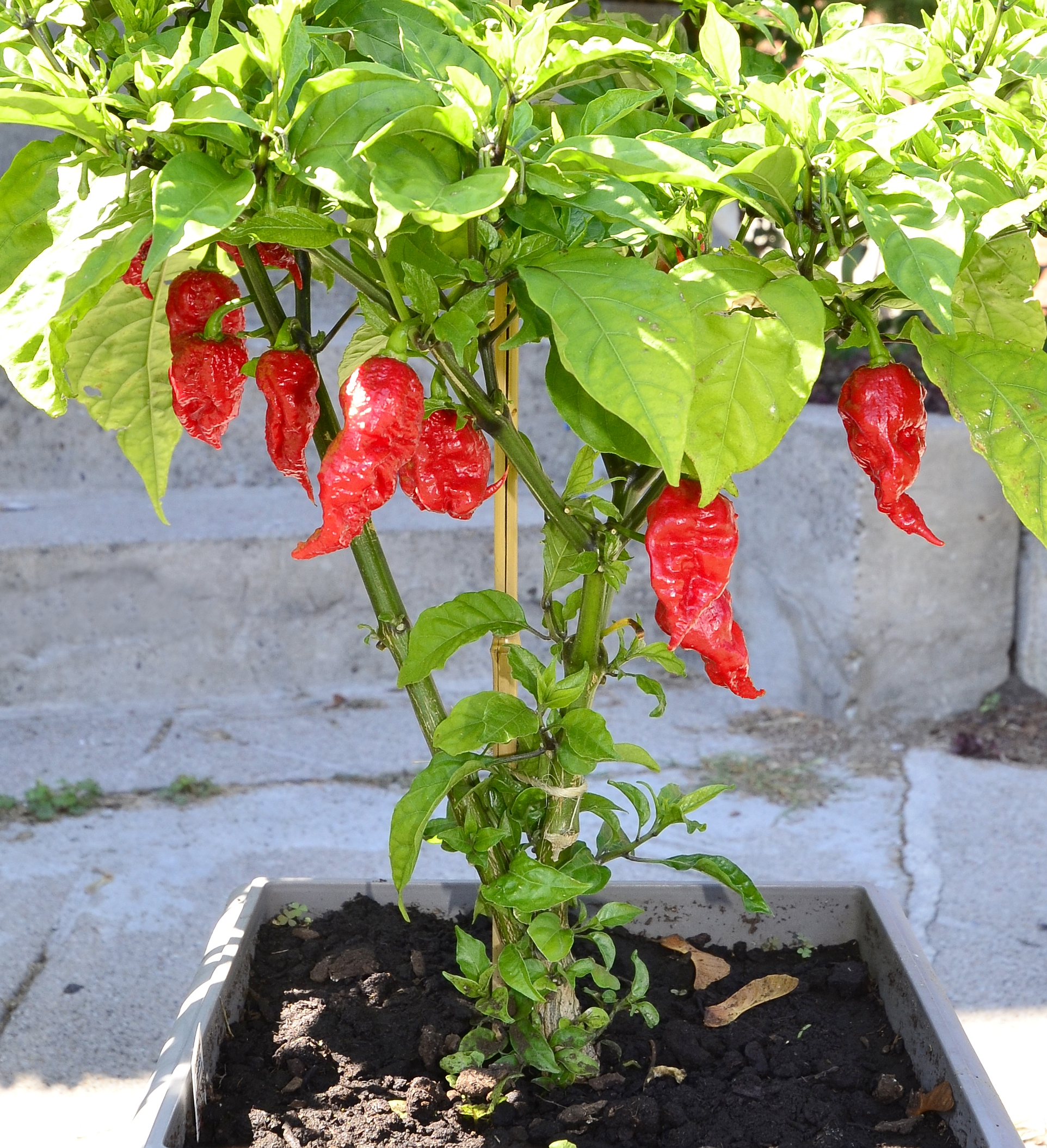